# Авдошина-Володарская, Нина Андреевна
Нина Андреевна Авдошина-Володарская (род. 5 апреля 1937, Сталиногорск, Тульская область) — советская оперная певица (лирико-драматическое сопрано), народная артистка РСФСР.

## Биография
Нина Андреевна Авдошина (в замужестве Володарская) родилась 5 апреля 1937 года в Сталиногорске Тульской области (сейчас Новомосковск).
В 1959 году окончила отделение актёров музыкального театра Московского государственного института театрального искусства имени Луначарского (сейчас ГИТИС).
В 1959—1962 годах была солисткой Новосибирского театра оперы и балета.
В 1962—1964 годах выступала в Воронежском государственном музыкальном театре.
В 1964—1967 годах выступала в Ленинграде в Ленинградском театре музыкальной комедии и Ленинградском Малом театре оперы и балета.
В 1967 году переехала в Москву по приглашению главного режиссёра Московского музыкального театра им. Станиславского и Немировича-Данченко Льва Михайлова. В 1967—1988 годах — певица театра. Гастролировала за рубежом. Последний раз вышла на сцену в мае 1986 года в опере «Пиковая дама».
После ухода из театра в мае 1988 года уехала с мужем в США.

## Награды и премии
- Заслуженная артистка РСФСР (11 февраля 1974).
- Народная артистка РСФСР (29 мая 1984).

## Работы в театре
- 1964 — «Сто чертей и одна девушка» Т. Н. Хренникова — Степанида
- 1966 — «На рассвете» О. Сандлера — Жанна Лябурб
- 1966 — «Полярная звезда» В. Баснера — Инка
- 1972 — «Катерина Измайлова» Д. Шостаковича — Катерина Измайлова
- 1973 — «Богема» Дж. Пуччини — Мими
- 1978 — «Ураган» В. Гроховского, постановка М. Дотлибова — Евгения Березина
- 1984 — «Битва при Леньяно» Д. Верди, постановка И. Шароева — Лида
- «Тоска» Дж. Пуччини — Тоска
- «Пиковая дама» П. Чайковского — Лиза
- «Виринея» С. Слонимского — Виринея
- «Русалка» А. Даргомыжского — Наташа
- «Князь Игорь» А. Бородина — Ярославна
- «Паяцы» Р. Леонкавалло — Недда
- «Порги и Бесс» Дж. Гершвина — Бесс
- «В бурю» Т. Хренникова — Наталья
- «Алеко» С. Рахманинова — Земфира
- «Пиковая дама» П. Чайковского — Прилепа
- «Донья Жуанита» Ф. Зуппе — Кармела
- «Фиалка Монмартра» И. Кальмана — Виолетта